# Stefano Ricucci
Stefano Ricucci (Roma, 11 ottobre 1962) è un imprenditore italiano.

## Biografia

### Gli inizi e la scalata al successo
Nasce a Roma da Matteo, autista di pullman e militante democristiano, e Gina, casalinga. Cresce a San Cesareo, ex frazione di Zagarolo. Compie i suoi studi all'Istituto odontotecnico George Eastman della capitale. Terminati gli studi, viene impiegato dallo studio dentistico a Zagarolo e a Roma del dottor Giovanni Parrone e del fratello Giuseppe, compagno di scuola di Ricucci. Nel 1983 si mette in proprio con uno studio a Carchitti (frazione di Palestrina) e un altro nel centro commerciale di San Cesareo. Fa interventi anche da dentista, cosa non consentita, e viene denunciato due volte per truffa ed esercizio abusivo della professione. La carriera di immobiliarista comincia, secondo quanto ha raccontato lui stesso, all'inizio degli anni ottanta, in occasione del varo del piano regolatore di San Cesareo, una piccola zona che era appena diventata comune autonomo: su un terreno della madre e grazie a un prestito del padre costruisce un modesto centro commerciale, lo vende e guadagna 186 milioni di lire, ottenendo così il capitale iniziale da cui è partito per costruire il suo impero immobiliare, sempre basato sul meccanismo dell'acquisto e rivendita di terreni e immobili. Con 1 miliardo di lire compra poi un'altra area, ceduta dopo sei mesi a 1,7 miliardi.
Vende sulla carta, deposita in banca, chiede fidi bancari, compra di nuovo e così via. E, fido dopo fido, si lega alle banche che lo finanziano, alle quali inizia a vendere sportelli bancari facendo sconti per avere altri affidamenti. Grazie a questo meccanismo fa crescere il suo gruppo che controlla con la lussemburghese Magiste International (MAtteo+GIna+STEfano). Le banche a cui si lega sono soprattutto due: la Banca Agricola Mantovana dal 1995 e poi la Banca Nazionale dell'Agricoltura a partire dal 1998. Nel biennio 1998-1999 realizza una fortunatissima performance borsistica puntando gran parte delle sue fortune sui titoli di Olivetti (+508%) e della controllata Tecnost (+746%). Nel 2001 la Magiste arriva a possedere immobili per 500 milioni di euro che rivende in gran parte (100 milioni) a Generali Immobiliare e alla IIL (240), una immobiliare controllata da Emilio Gnutti.
Grazie al legame con il finanziere bresciano, nell'aprile 2001 rileva il 3% della finanziaria Hopa S.p.A. ed entra nel relativo consiglio di amministrazione. Sempre grazie a Gnutti conosce diversi imprenditori e banchieri, tra cui Gianpiero Fiorani, con il quale s'instaura sin da principio una grande intesa: Ricucci diventa progressivamente maggior azionista della Banca Popolare di Lodi e gira a Fiorani il 7,7% di IIL (a sua volta rilevato da Gnutti), che viene fuso in un aggregato, poi battezzato Bipielle Investimenti e quotato in borsa. Nel frattempo diventa membro del consiglio d'amministrazione della Lazio, carica accettata nonostante la sua fede romanista, e finanzia la squadra di calcio dilettantistica della natia Zagarolo. Il 18 giugno 2002 viene arrestato per resistenza a pubblico ufficiale, reato per il quale patteggia quattro mesi di reclusione con la pena sospesa.
A fine 2003 supera il 2% del capitale di RCS, società editrice del Corriere della Sera, dandone regolare comunicazione alla Consob. Nel maggio 2005 arriva a controllarne il 13.5%, previo investimento di 700 milioni di euro provenienti da affidamenti, dalla vendita a Giovanni Consorte del pacchetto BNL e soprattutto da prestiti erogati dalla banca di Fiorani, che accetta in garanzia le stesse azioni RCS. Entro lo stesso mese la partecipazione di Ricucci in RCS arriva al 15,1%, per poi superare il 18% il 13 giugno e attestarsi al 20,1% al 4 luglio: tale espansione, che sembra preludere a un inconsueto tentativo di scalata, desta scalpore nell'opinione pubblica e monopolizza l'attenzione dei media italiani per tutta l'estate di quell'anno, oltre a suscitare preoccupazione tra i membri del patto di sindacato che controlla RCS.

### Bancopoli
A luglio 2005 scoppia tuttavia lo scandalo Bancopoli e le intercettazioni telefoniche mostrano che Ricucci agiva probabilmente in collegamento con lo stesso Fiorani, che aveva puntato Banca Antonveneta, e con Consorte, che era pronto a lanciare un’OPA su BNL per conto di Unipol, con alle spalle il governatore della Banca d'Italia Antonio Fazio. Ad agosto il gip Clementina Forleo sequestra tutte le azioni di Antonveneta acquistate da Fiorani, Ricucci e dagli altri coinvolti nell'inchiesta. L'intervento dei magistrati fa scendere il valore delle azioni e diminuisce la garanzia che Ricucci aveva offerto alle banche. Ricucci viene indagato per aggiotaggio e ostacolo alle autorità di vigilanza per la scalata a RCS.
Il 18 aprile 2006 viene arrestato poiché sussistono i pericoli di inquinamento delle prove e di reiterazione del reato di aggiotaggio informativo in relazione alla ricollocazione delle sue quote del pacchetto azionario RCS grazie a una società con sede in Lussemburgo mentre pubblicamente negoziava il suo 14,6% di azioni (in carico a 5,3 euro l'una e in deposito alla Popolare di Lodi) con un istituto di credito; con lui vengono arrestati anche un brigadiere della finanza e un ex colonnello dell'esercito con l'accusa di avergli fornito informazioni riguardo alle indagini e alle perquisizioni. Ricucci è accusato anche di bancarotta fraudolenta, false fatturazioni e rivelazione di segreto contabile; torna in libertà il 13 luglio dopo quasi tre mesi di carcere a Regina Coeli. Nel frattempo a giugno le sue azioni venivano acquistate a poco più di 4 euro l'una dai Benetton e dall'immobiliarista Claudio Toti (finanziato da Capitalia, socio di RCS). 

#### I patteggiamenti per le scalate Antonveneta e RCS
Il 26 febbraio 2008 patteggia un anno di carcere più la confisca di circa 29 milioni di euro di plusvalenze per gli illeciti collegati alla scalata di Banca Popolare di Lodi ad Antonveneta. Per la scalata a RCS invece decide di non patteggiare poiché non si sente colpevole e così il 9 ottobre 2007 i PM chiedono per lui il rinvio a giudizio per aggiotaggio, in relazione alla diffusione di notizie false volte ad alterare artificiosamente il valore del titolo RCS. A Ricucci la Procura di Roma sequestra circa 22 milioni di euro di presunti profitti da attività di aggiotaggio informativo; la Consob gli commina una sanzione di entità senza precedenti, pari a 10,4 milioni.
Nel dicembre 2008 Ricucci patteggia la pena di tre anni di reclusione (compreso l'anno patteggiato a Milano per Antonveneta), ma essendo i reati commessi prima del maggio 2006, la pena è cancellata dall'indulto. Oltre alla fallita scalata a RCS, Ricucci era sotto accusa per la vendita fittizia di un palazzo in via Lima a Roma, per vicende legate alla gestione dei fondi previdenziali di Confcommercio e alla gara d'appalto sul patrimonio immobiliare ENASARCO; il tribunale lo condanna a pagare quasi 90.000 euro di spese processuali più una sanzione amministrativa da 603.000 euro e gli viene confiscato un milione di euro della Magiste. Inoltre viene interdetto per tre anni da uffici direttivi, rappresentanze tributarie e contrattazione con la pubblica amministrazione.

#### Il fallimento della Magiste: assolto
Il 19 gennaio 2007 viene decretato dal Tribunale di Roma il fallimento per la Magiste International. In precedenza il gip aveva respinto la richiesta di custodia cautelare per Ricucci. Villa Corelli a Roma (di fronte a Villa Borghese) e Villa Feltrinelli all'Argentario vengono messe all'asta dal tribunale fallimentare. Tra il 2007 e il 2008 Magiste International S.A. e Magiste Real Estate S.p.A. versano circa 106 milioni di euro all'erario italiano al fine di sanare le posizioni fiscali riguardanti gli anni compresi tra il 2001 e il 2005. Il 2 gennaio 2018 la quinta sezione del tribunale di Roma lo assolve dall'accusa di bancarotta poiché il fatto non sussiste.

#### La scalata BNL-Unipol: assolto
Il 31 ottobre 2011 il tribunale di Milano condanna Ricucci in primo grado a tre anni e sei mesi di reclusione più 900.000 euro di multa per la scalata BNL-Unipol. Nel dicembre 2013 la Corte d'Appello assolve Ricucci in quanto il fatto non sussiste. Il 6 maggio 2015 la Cassazione conferma la sentenza di assoluzione mettendo la parola fine alla vicenda.

### I nuovi arresti
Successivamente Ricucci opera nell'edilizia soprattutto nel real-estate di lusso tra Londra e Monte Carlo. Nel luglio del 2016 viene arrestato dalla Guardia di Finanza per un giro di fatture false da un milione di euro. Il 6 dicembre dello stesso anno viene condannato a tre anni e quattro mesi di carcere con rito abbreviato e il 31 maggio 2017 viene scarcerato.
Il 1º marzo 2018 viene nuovamente arrestato dalla Guardia di Finanza insieme all'imprenditore Liberato Lo Conte e al magistrato Nicola Russo (giudice della Commissione tributaria del Lazio e consigliere di Stato) con l'accusa di corruzione per l'aggiustamento, in cambio di denaro e altre utilità, della sentenza di appello riguardante il contenzioso tra la Magiste e l'Agenzia delle Entrate. Il 23 marzo il Tribunale del Riesame rigetta la richiesta di scarcerazione per Ricucci e Lo Conte mentre Russo è ai domiciliari. Il 10 dicembre 2024 per tale procedimento giudiziario è condannato in primo grado a  sei anni di reclusione.
Nell'ottobre del 2023 viene accusato di truffa insieme all'ex commercialista Luigi Gargiulo per essere entrato, nel 2016, nel pc del liquidatore della sua società, la Magiste, durante un suo ricovero, e averne falsificato la firma modificando le cifre che la società doveva alla Trader srl nell'ambito della procedura di concordato preventivo, poi inviata tramite la pec aziendale, riducendola da 1,6 milioni a 600.000 euro oltre a un credito ritoccato al ribasso da 220.000 a 100.000 euro; Gargiulo e Ricucci avrebbero così truffato quasi 2 milioni di euro.

### Vita privata
Sposato in prime nozze all'inizio degli anni novanta con Linda Maria Imperatori, cugina di Gianfranco Imperatori, ex vicepresidente del Banco di Santo Spirito nonché ex presidente di Mediocredito, nel 2005 convola a nozze all'Argentario con una cerimonia sontuosa di rilevanza nazionale con l'attrice Anna Falchi, dalla quale si è separato consensualmente nel 2007 (il divorzio arriva nel 2011). Ha un figlio, Edoardo, nato nel 1993.